# Гульчак Василь Дементійович
Василь Дементійович Гульчак (? — ?) — український радянський діяч, 1-й секретар Молотовського районного комітету КП(б)У міста Києва. Член Ревізійної Комісії КП(б)У (1938–1949).

## Біографія
Член ВКП(б) з 1926 року.
Перебував на відповідальній партійній роботі.
У травні (затв. у серпні) 1938—1941 роках — 1-й секретар Молотовського районного комітету КП(б)У міста Києва.
Під час німецько-радянської війни брав активну участь у формуванні і озброєнні радянського народного ополчення в місті Києві.
Подальша доля невідома.